# 永山コミュニティバス

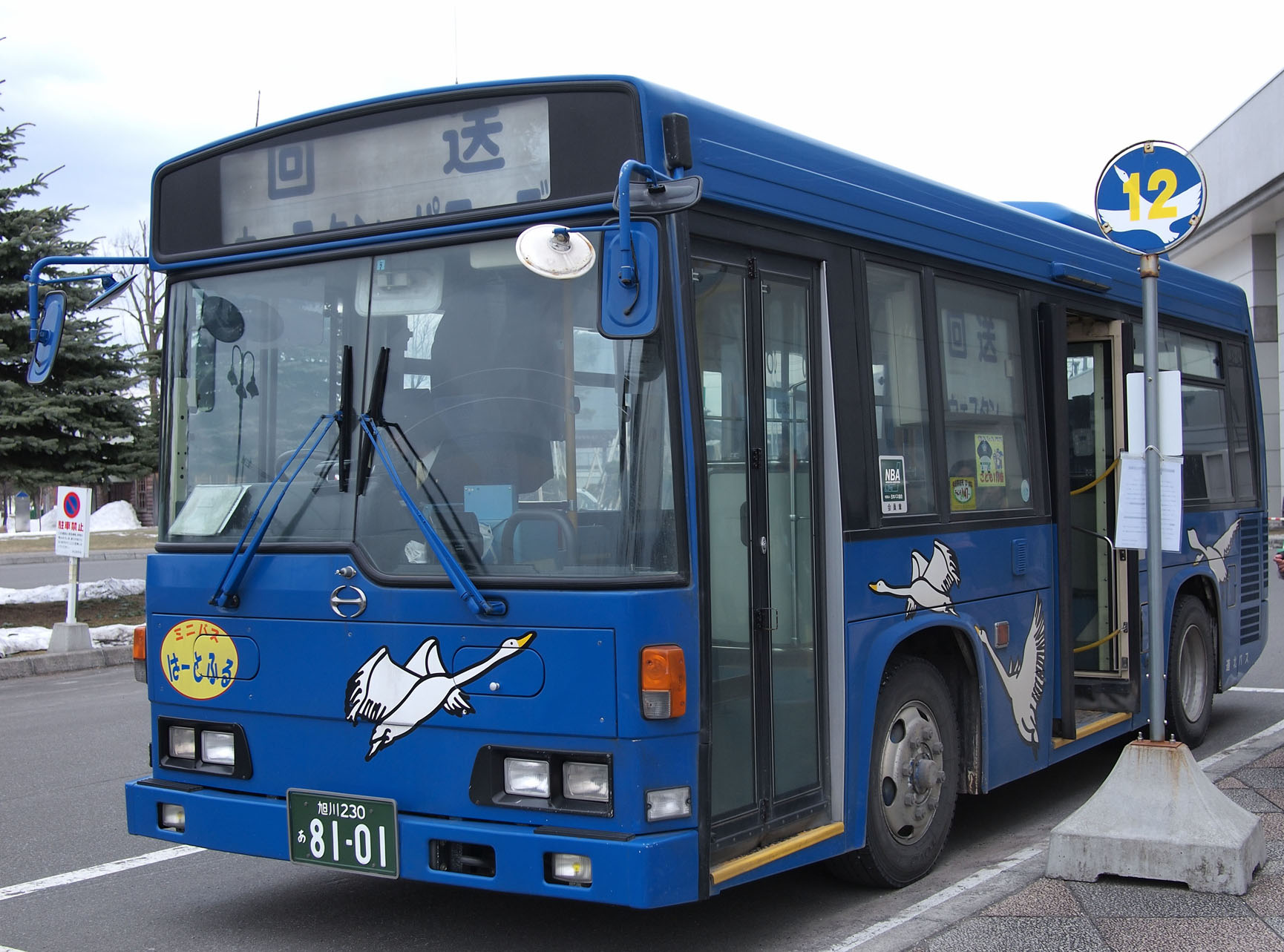
永山コミュニティバスの車両
日野・レインボーHR（7m車）

永山コミュニティバス（ながやまコミュニティバス）は、北海道旭川市がかつて永山地区で運行していたコミュニティバス。道北バスに運行を委託していた。愛称は「ミニバスはーとふる」。
2003年7月20日運行開始。しかし利用者減少により赤字が拡大したことから、2010年4月10日をもって廃止された。

## 沿革
- 2003年（平成15年）7月20日 - 運行開始[1][3]。
- 2010年（平成22年）4月10日 - 運行終了[2]。

## 運行内容
- 永山地区の永山交流センターとウェスタンパワーズ間の住宅地など、73か所の停留所を、約45分かけて循環運行していた。
- 運賃は均一制で、大人150円、小人80円。乗降方式は中乗り前降り後払い。
- 系統番号は720番が付番されたが、旅客案内上は系統番号はほぼ使用されなかった。

## 車両
専用車両として小型ノンステップバス（日野・レインボーHR、7m車）を使用していた。永山コミュニティバス廃止後、専用車両は旭川観光循環バス「ぐるっと!ファンファン」用の車両へ転用された。